# Steibis
Steibis is een hooggelegen dorpje in de Duitse gemeente Oberstaufen, gelegen in de deelstaat Beieren en district (Landkreis) Oberallgäu.
Steibis is een bekend vakantie kuuroord in die omgeving en bezit een aantal vakantieappartementen, een paar restaurants, een café, een bakker. de plaatselijke kruidenier en een moderne kerkje met een opmerkelijk losse spits, fungerend als toren.